# 스티븐 헨더슨 (축구 선수)
스티븐 헨더슨(Stephen Henderson, 1988년 5월 2일 ~ )는 찰턴 애슬레틱 FC에서 뛰고 있는 아일랜드의 축구 선수이다.